# Via Macau
Via Macau (em francês:  Via Macao) é um filme luso-francês dos géneros aventura, espionagem e suspense, realizado e escrito por Jean Leduc. Foi protagonizado por Roger Hanin e Françoise Prévost e contou com a participação de Amália Rodrigues. Estreou-se em Portugal a 22 de julho de 1966 e em França a 27 de julho do mesmo ano.

## Elenco
- Roger Hanin como Michel
- Françoise Prévost como Colette
- Anna Gaël como Véronique
- Alberto Varela Silva como inspetor
- Paiva Raposo como Gafari
- Vincent Leduc como marinheiro
- Serge Farkas como Jacques
- Amália Rodrigues